# Ꜹ
Ꜹ,ꜹは、ラテン文字の一つ。AとVの合字である。

## 各言語における用法
古ノルド語では円唇後舌半広母音を表す。

## コンピューター
UnicodeではꜸの大文字はA738、小文字はA739に収録されている。